# Swiss Economic Award

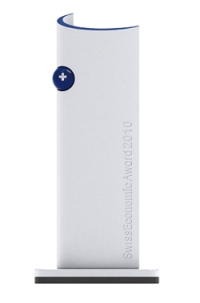
Swiss Economic Award (2010)

Der Swiss Economic Award hat sich in den letzten Jahren als wichtigste und bedeutendste Auszeichnung für Jungunternehmen in der Schweiz etabliert und wird seit 1999 im Rahmen des jährlich stattfindenden Swiss Economic Forum (SEF) verliehen.
Der mit insgesamt 75'000 Franken dotierte Förderpreis zeichnet erfolgreiche Jungunternehmen mit Sitz in der Schweiz aus, die vor nicht mehr als sechs Jahren gegründet worden sind und sich durch überdurchschnittliche unternehmerische Leistungen auszeichnen. Dabei werden die drei Kategorien Dienstleistung, Hightech/Biotech sowie Produktion/Gewerbe unterschieden.
Träger des Preises ist das Swiss Economic Forum (SEF). Die Förderpreise in der Höhe von 25'000 Franken pro Kategorie werden von der UBS, Swisscom und Helbling gestiftet (Stand: 2024).